# Vincent Carlier (football)
Pour les articles homonymes, voir Vincent Carlier et Carlier.
Vincent Carlier est un footballeur français né le 20 décembre 1979 à Paris. Il évolue au poste de défenseur.

## Biographie
En 1994, alors joueur de Saint-Ouen-l'Aumône, il est finaliste de la Coupe nationale des minimes avec la sélection de la Ligue de Paris-Île-de-France.
Après deux bonnes saisons avec le club de Troyes, le club aubois décide de le laisser libre à l'issue de son contrat en juin 2011. Il décide dès lors de rejoindre le club du Nîmes Olympique.
En avril 2022, après deux ans de formation au CNF Clairefontaine, il est diplômé du brevet d'entraîneur formateur de football (BEFF). 

## Carrière
- Formation : INF Clairefontaine
- 1996-1998 : En Avant Guingamp  (Jeunes)
- 1998-2000 : SO Romorantin  (CFA)
- 2000-2001 : SCO Angers  (L2)
- 2001-2002 : Clube Desportivo das Aves  (D2)
- 2002-2003 : SO Romorantin  (National)
- 2003-2004 : CS Louhans-Cuiseaux  (National)
- 2004-2006 : Entente Sannois Saint-Gratien  (National)
- 2006-2007 : SCO Angers  (National)
- 2007-2009 : AS Beauvais Oise  (National)
- 2009-2010 : ES Troyes Aube Champagne  (National)
- 2010-2011 : ES Troyes Aube Champagne  (L2)
- 2011-2013 : Nîmes Olympique[3]